# Фриккенхаузен (Вюртемберг)
Фриккенхаузен (нем. Frickenhausen) — община в Германии, в земле Баден-Вюртемберг.
Подчиняется административному округу Штутгарт. Входит в состав района Эслинген. Население составляет 8760 человек (на 31 декабря 2010 года). Занимает площадь 11,35 км².
Коммуна подразделяется на 3 сельских округа.